# Литературная газета (XIX век)
«Литерату́рная газе́та» — русская литературная газета, выходившая в Петербурге с 1 января 1830 года по 30 июня 1831 года. Периодичность выхода: раз в 5 дней. Редактор-издатель с первого выпуска по ноябрь 1830 года (№ 1−64) — А. А. Дельвиг, далее (№ 65−72 1830 года, № 1−37 1831 года) — О. М. Сомов. Формат: на восьми полосах; каждая полоса была разбита на две колонки.

## Основание газеты
Поначалу А. А. Дельвиг и О. М. Сомов издавали в Санкт-Петербурге альманах «Северные цветы» (1825—1832), среди авторов которого сплотился определённый круг поэтов, близкий к идеям декабристов; в числе их были А. С. Пушкин и князь П. А. Вяземский. В этом кружке зародилась идея создания нового издания, в котором литература рассматривала бы социальные аспекты времени, обращалась бы к жанру публицистики и критики. Инициатива создания такого органа принадлежала Пушкину и тут же была поддержана другими членами авторского круга альманаха.
Так зародилась «Литературная газета», возникновению которой весьма способствовал А. С. Пушкин. Главным издателем и редактором стал А. А. Дельвиг, его помощником — О. М. Сомов. Рабочая редакция «Литературной газеты» состояла из трех человек: издателя-редактора Дельвига, литератора и журналиста Сомова и секретаря редакции В. Щасного, который, помимо технической работы, занимался переводами и переложениями научных статей.
Цензурный комитет определил для нового издания чисто литературный характер, а политический отдел вовсе не был дозволен. А. С. Пушкин стремился добиться полной независимости для газеты, ходатайствовал о расширении возможностей и разрешении на открытие других разделов, но все его попытки были безрезультатны.
И хотя политический раздел в газете был запрещен Цензурным комитетом, всё издание с первого же выпуска носило оппозиционный политический характер. Газета сразу вступила в литературную борьбу с консервативными изданиями и провозвестниками романтических «чистых искусств» — «Северной пчелой» Ф. В. Булгарина, «Московским вестником» М. П. Погодина, «Московским телеграфом» Н. А. Полевого.
Официальный редактор газеты А. А. Дельвиг подготовил первые два номера и, выехав временно из Петербурга, поручил газету Пушкину, который и стал фактическим редактором первых 13 номеров.

## Направления деятельности издания
Редакция состояла из пяти отделов:

1) Проза.

2) Стихотворения.

3) Библиография русская и иностранная.

4) Учёные известия.

5) Смесь.

Одновременно сообщалось: 
«Издатель признает за необходимое объявить, что в газете его не будет места критической перебранке. Критики, имеющие в виду не личные привязки, а пользу какой-либо науки или искусства, будут с благодарностью принимаемы в „Литературную газету“ <…> Всякая статья, сообразная с целью газеты, будет с благодарностию принята. „Литературная газета“ будет выходить чрез каждые пять дней нумерами в один печатный лист большого размера. В течение года сих № будет издано 72. Первый № выйдет в свет 1-го января 1830 года. Цена годовому изданию 35 руб., с пересылкою в другие города и разноской по домам 40 руб.»
Газета сразу же показала свой оппозиционный настрой. Воспоминания о только что прошедшей Турецкой кампании 1828—1829 годов рассматривались не в контексте «ура-патриотизма», а с точки зрения человеческой жестокости и неправедности, что шло вразрез с официальной позицией и официальными изданиями, публиковавшими оды царю и воспевавшими русское оружие.
Отдел поэзии предоставил Пушкину возможность беспрепятственно публиковать свои стихи. Именно там он опубликовал первые выдержки из стихотворного романа «Евгений Онегин» — в первом же номере газеты был дан отрывок из VIII главы «Евгения Онегина» — С. 11. В отделе поэзии публиковались стихи самого редактора А. Дельвига, Н. Вяземского, Е. А. Баратынского, Ф. Н. Глинки, А. В. Кольцова, Дениса Давыдова и других поэтов. А кроме того газета обратилась к творчеству сосланных декабристов и печатала анонимно, не называя авторства, стихи А. А. Бестужева и В. Кюхельбекера.
Отдел прозы предоставил читателю произведения самых разных литераторов. Здесь публиковались как произведения известных отечественных прозаиков и драматургов (например, отрывок из пьесы «Смоляне в 1611 году» князя А. А. Шаховского), так и переводы из В. Скотта, Э. Т. Гофмана, Л. Тика, В. Гюго и др. Впервые начал публиковаться Н. В. Гоголь. Среди авторов-прозаиков: Антоний Погорельский, А. Подолинский, Н. Станкевич, А. Хомяков и др.
Отдел критики собрал самых ярких российских авторов и мыслителей времени. Нещадно разбирались и критиковались все основные произведения времени, публиковались рецензии, заметки, разборы П. А. Катенина, П. А. Вяземского, А. С. Пушкина, среди авторов этого раздела были и О. М. Сомов, и В. Любич-Романовский (историк и литератор, одноклассник Н. В. Гоголя), и даже опальный ссыльный декабрист В. Кюхельбекер (Кюхельбекер В. К. Мысли о Макбете. — С. 97—99), и другие. В первом же номере был дан разбор О. М. Сомовым оригинальных произведений и переводов Фонвизина (как реплика на выход книги, изданной его племянником), чья творческая деятельность изначальна подвергалась немалым гонениям. Пушкин, активно работая в отделе Библиографий, за 1830 г. поместил там более двадцати своих статей, рецензий, полемических заметок, а ещё свыше десяти подготовил, но опубликовать не успел.
В отделе Ученые известия постоянно публиковались очерки князя В. Ф. Одоевского.
Отдел Смесь представлял собой разные литературные и окололитературные публикации, в частности, были опубликованы выдержки из писем Адама Мицкевича, воспоминания о художниках, о властителях (о Наполеоне и Жозефине).

## Закрытие издания
Существование газеты, открыто выражавшей оппозиционные взгляды в атмосфере раболепия перед царским режимом, в Российской империи не могло длиться долго.
Главным оппонентом «Литературной газеты» стало издание «Северная пчела»
и её издатель Фаддей Булгарин. Творчество Ф. В. Булгарина неоднократно подвергалось осмеянию и острой критике на страницах «Литературной газеты». В ответ Булгарин обвинил редакцию «Литературной газеты» в политической неблагонадежности, чем привлек к изданию внимание генерала А. Х. Бенкендорфа, шефа III Отделения; в результате вся работа «Литературной газеты» была взята под пристальное наблюдение III Отделением. В ответ на это Пушкин публикует в «Литературной газете» эпиграммы и памфлеты, разоблачая Булгарина как агента и шпиона ведомства Бенкендорфа. Между изданиями разгорелась жесткая полемика. «Северная пчела» развернула открытую травлю Пушкина. На страницах обоих изданий развернулась острая идеологическая борьба, которая сопровождалась взаимными оскорблениями и даже ёрническими шуточками.
В августе 1830 года Дельвиг получил выговор за публикацию фразы «аристократов к фонарю», взятую из французской революционной песни. Ещё через два месяца, в октябрьском № 61 на страницах газеты было процитировано четверостишие из стихотворения К. Делавиня, посвященное вопросу об открытии в Париже памятника жертвам Июльской революции 1830 года, что явилось причиной редакционно-политического скандала.
А. А. Дельвиг был отстранен от редактирования газеты. Издание «Литературной газеты» было прекращено. Бенкендорф пригрозил ссылкой в Сибирь основным авторам и редакторам газеты: Дельвигу, Пушкину и Вяземскому.
Отстраненный редактор издания был вызван в III Отделение. В разговоре с Бенкендорфом о судьбе «Литературной газеты» Дельвиг повел себя столь мужественно, твердо и тактично, что генерал в конце концов был вынужден извиниться перед ним, а издание «Литературной газеты» вновь разрешено, но уже под редакцией Сомова. А. А. Дельвиг, потрясенный случившимся, вскоре после этих событий заболел и 14 января 1831 года скончался в возрасте 33-х лет.
Газета под редакцией Сомова издавалась ещё недолго; 30 июня 1831 года издание прекратило существование.
«Литературная газета» издавалась всего полтора года и была незнакома широкому кругу современников. Читательская аудитория издания ограничивалась лишь самым образованным слоем тогдашнего общества (большинство населения России было неграмотным). Однако, несмотря на весьма короткий период своего существования, «Литературная газета» и её авторы оставили глубокий след в развитии русской литературы и художественной публицистики, что стало важным событием культуры и знаменовало собой определённый этап в литературной жизни России.

## Одноимённые газеты
- В 1840—1849 годах выходила другая газета с тем же названием «Литературная газета», никакого отношения к означенной не имеющая. СПБ, 1840—1849
  - 1840 — 2 раза в неделю, редактор-издатель А. Краевский;
  - 1841—1843, редактор-издатель Ф. А. Кони;
  - с 1844 — издатель А. И. Иванов, редактор — Краевский, затем Н. А. Полевой, еженедельно.
  - В 1846, со смертью Полевого, «Литературная газета» закрылась на № 7;
  - в 1847 — возобновлена Краевским, литературный редактор — Вл. Р. Зотов, к которому в 1849 переходит и издательство газеты[7].
- «Литературная газета» выходила сразу после Октябрьской революции в Петрограде, 1918, редактор Д. Андерсон[7].
- В советское время в 1929 году была учреждена и существует до сих пор «Литературная газета», к означенной тоже никакого отношения не имеет.
- Украинская «Литературная газета», в городах Киев и Харьков.